# Mammoet
Mammoet (произносится Маммут) — частная нидерландская компания, основанная в 1807 году и специализирующаяся на тяжёлых подъёмных работах и транспортировке тяжёлых грузов по воде и по суше.
В штате организации находится (на 2010 год) более 3400 сотрудников, из них 1100 — в Нидерландах и 2300 — почти в 70 офисах по всему миру.
- В 2001 году компанией была проведена операция по подъему затонувшей АПЛ «Курск» (на барже «Giant 4»).
- В 2010 году одно из подразделений — Mammoet Salvage BV должно начать работы по поднятию немецкой субмарины U-864 времён Второй мировой войны.
- В ноябре 2016 года установили новый объект Укрытие-2 над четвёртым энергоблоком Чернобыльской АЭС

## Подразделения компании
- Mammoet Transport — подъем и перемещение тяжелых объектов
- Mammoet Road Cargo — тяжелый и специальный дорожный транспорт
- Mammoet Maritime — морские операции во внутренних и прибрежных водах
- Mammoet Salvage — морские операции в открытом море и океане
- Mammoet Ferry Transport[нидерл.] — компания — перевозчик между Великобританией и континентальной Европой
- Mammoet Workwear — производство рабочей одежды
- Mammoet Trading — продажа оборудования
- Mammoet Shipping — судоходное подразделение
- Mammoet Merchandise — реклама и продажи
- Mammoet Toys — производство игрушек[1]